# HD 220766
HD 220766 är en dubbelstjärna belägen i den södra delen av stjärnbilden Vattumannen. Den har en skenbar magnitud av ca 6,44 och är mycket svagt synlig för blotta ögat där ljusföroreningar ej förekommer. Baserat på parallaxmätning inom Hipparcosuppdraget på ca 8,6 mas, beräknas den befinna sig på ett avstånd på ca 380 ljusår (ca 117 parsek) från solen. Den rör sig bort från solen med en heliocentrisk radialhastighet på ca 11 km/s.

## Egenskaper
Primärstjärnan HD 220766 A är en orange till gul jättestjärna av spektralklass K0 III. Den har en radie som är ca 8 solradier och har ca 45 gånger solens utstrålning av energi från dess fotosfär vid en effektiv temperatur av ca 4 900 K.
Följeslagaren, HD 220766 B, är en svag stjärna av magnitud 12 belägen år 1933 med en vinkelseparation av 5,0 bågsekunder vid en positionsvinkel av 132°.